# Salvia munzii
Salvia munzii är en kransblommig växtart som beskrevs av Carl Clawson Epling. Salvia munzii ingår i släktet salvior, och familjen kransblommiga växter. Inga underarter finns listade i Catalogue of Life.

## Bildgalleri

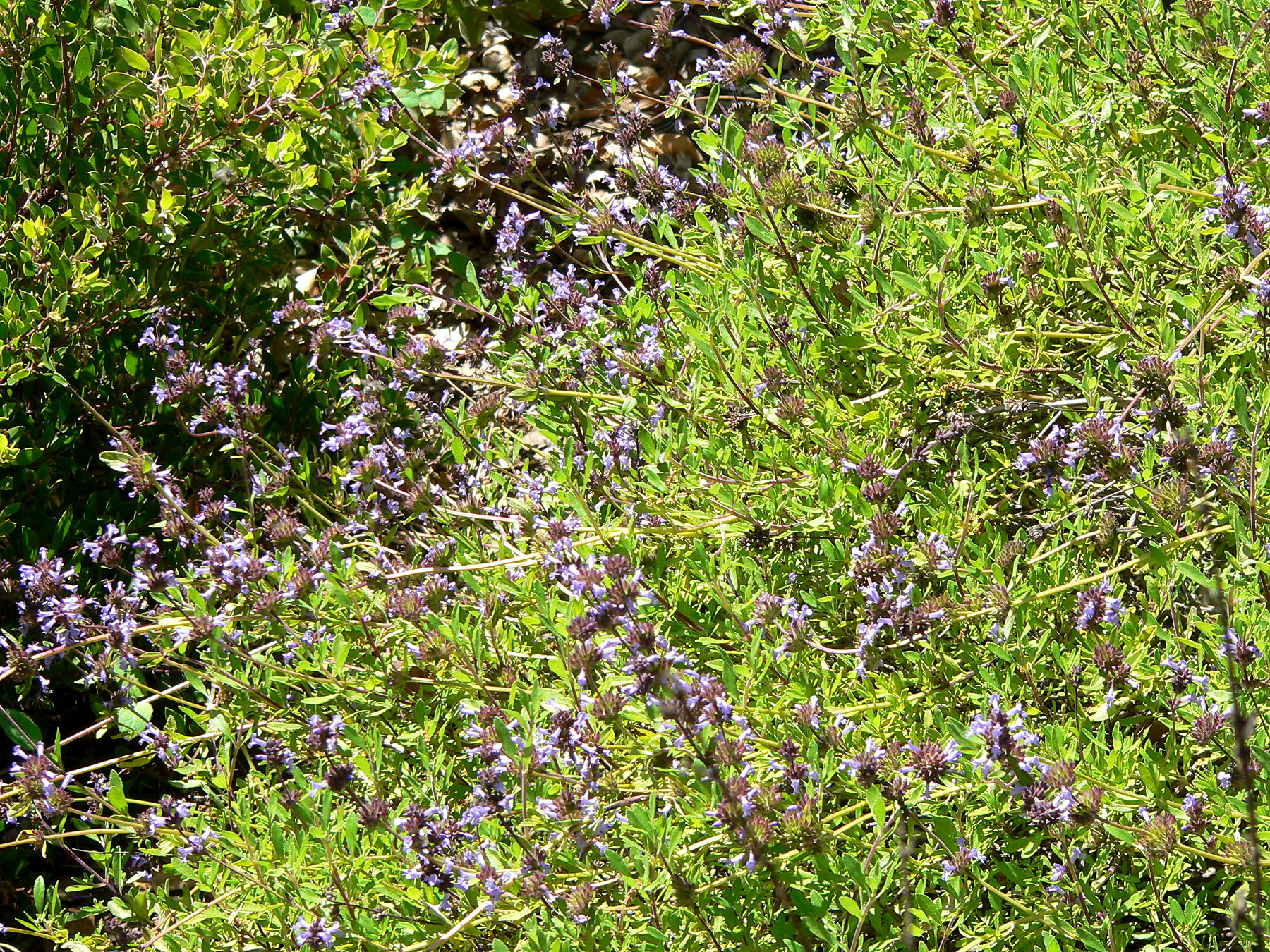
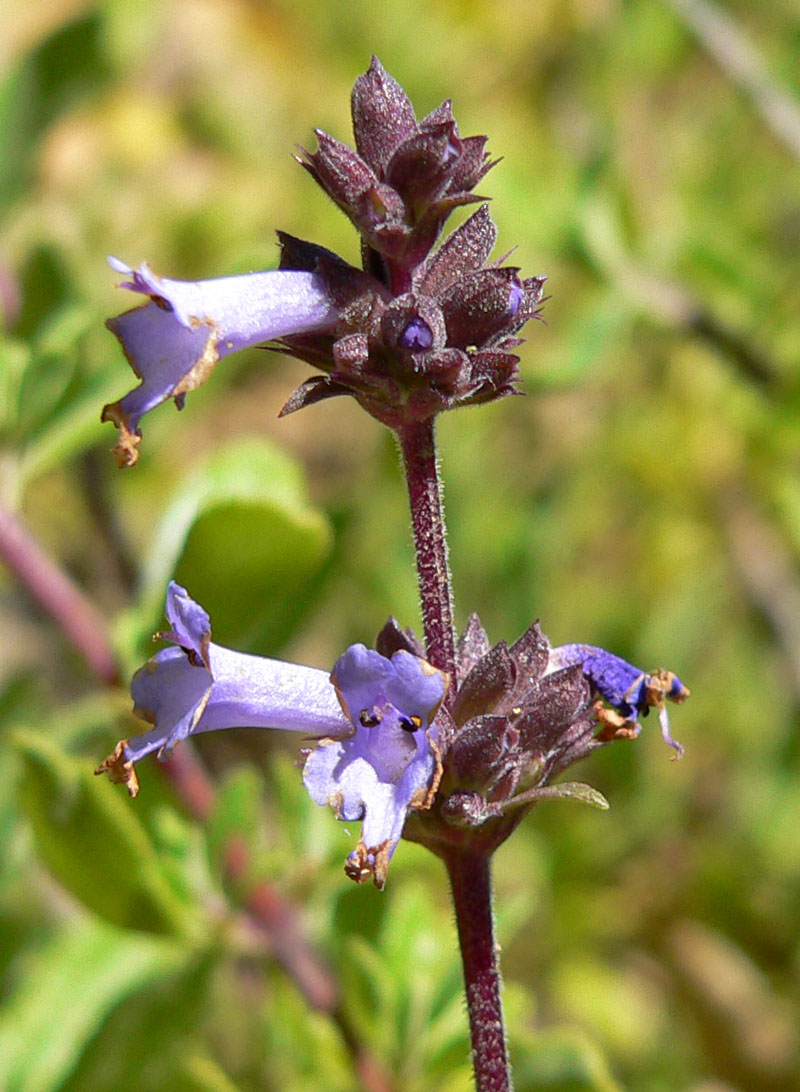
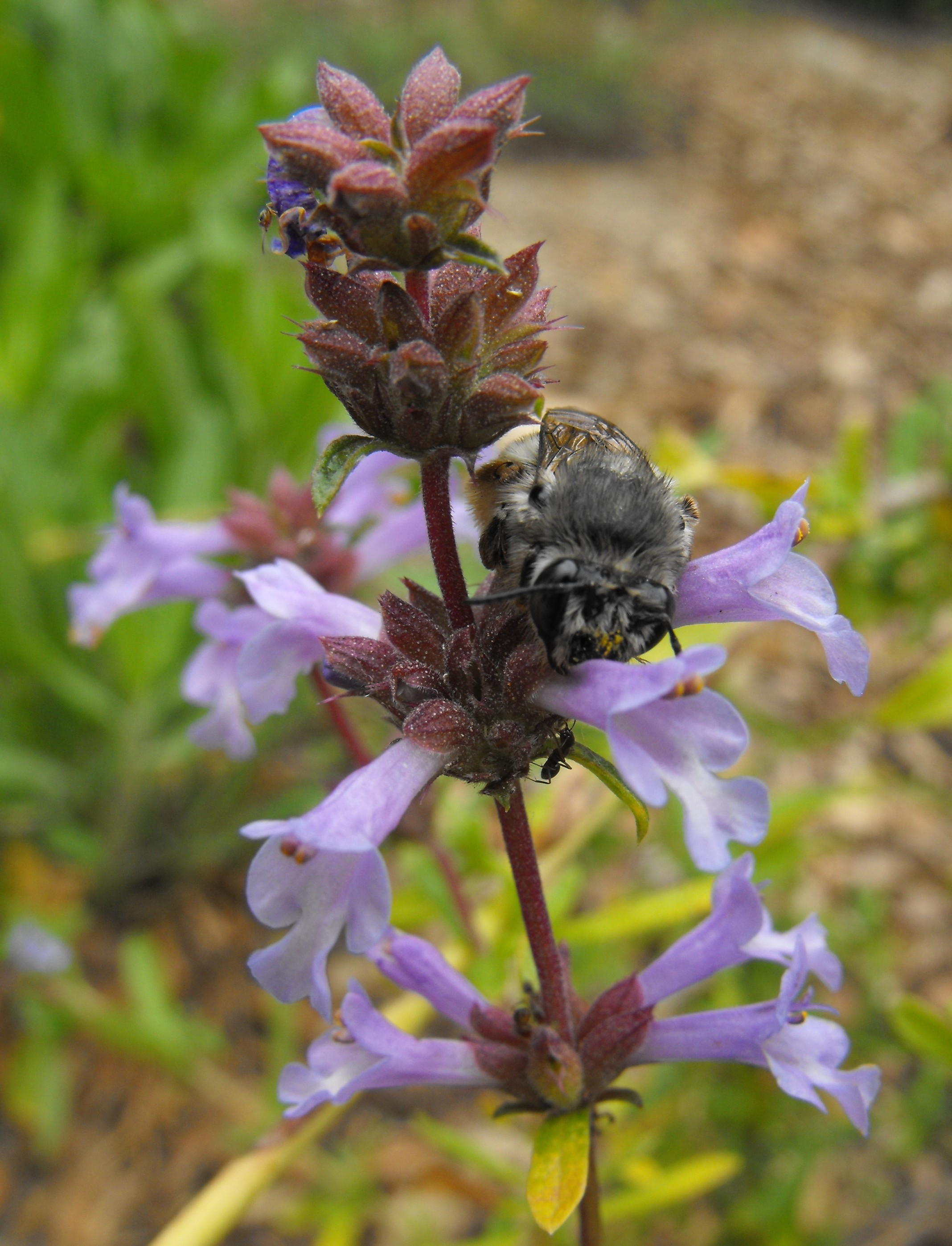